# Kodowanie wideo
Kodowanie wideo (ang. video coding) – technika stosowana w kompresji wideo (ang. video compression). Jest to proces zapisu plików wideo, które mogą zostać później odtworzone w aplikacji, przy użyciu dekoderów, które deszyfrują informacje w pliku według ściśle określonej metody.
Zestawienie kodera i dekodera nazywane jest mianem kodeka.

## Popularne standardy kodowania
- MPEG-4 – występuje również pod nazwą H.264, lub AVC. Oparty na technologii kompresji MPEG.
- HEVC/H.265 – opracowany został, aby zastąpić standard H.264. Jest zdolny do kompresji materiałów wideo w jakości UHDTV.
- Audio Video Standard – rywalizuje z H.264 o miano kontynuatora standardu MPEG-2. Większość jego patentów jest w posiadaniu chińskich korporacji.
- Xvid – dawniej występował pod nazwą XviD. Implementacja kodeka MPEG-4. Jest oparty na licencji GNU General Public License.
- Divx – implementacja kodeka MPEG-4. Opiera się na stratnej metodzie kompresji. Jest wykorzystywany w zastosowaniach komercyjnych.
- MPEG-2 – grupa standardów kompresji stratnej. W 2018 roku patenty, tego standardu wygasną.
- RealVideo –  stosowany do strumieniowania transmisji wideo w sieci.
- Theora – darmowy standard, o stratnej kompresji obrazu. Stworzony na podstawie kodeka VP3.
- QuickTime – standard rozwijany przez firmę Apple.
- Windows Media Video – standard stworzone przez firmę Microsoft.
- VP9 – standard opracowany przez firmę Google. Nie jest on ograniczony przez żadne licencje, lub patenty. Wykorzystywany w serwisie YouTube.